# Psunj
Psunj este o arie protejată (sit de importanță comunitară — SCI) din Croația întinsă pe o suprafață de 10.049,4 ha, integral pe uscat.

## Localizare
Centrul sitului Psunj este situat la coordonatele 45°24′30″N 17°19′31″E / 45.40838°N 17.325324°E.

## Înființare
Situl Psunj a fost declarat sit de importanță comunitară în iulie 2013 pentru a proteja 1 specie de animale.

## Biodiversitate
Situată în ecoregiunea continentală, aria protejată conține 1 habitat natural: Păduri de fag Luzulo-Fagetum.
La baza desemnării sitului se află o specie protejată de  amfibieni: izvoraș-cu-burta-galbenă (Bombina variegata).
Pe lângă speciile protejate, pe teritoriul sitului au mai fost identificate 1 specie de plante.